# ربات‌های یاغی
ربات‌های یاغی (به انگلیسی: Autómata) با عنوان اصلی اتوماتیک یک فیلم سینمایی اسپانیایی-بلغاری، انگلیسی زبان محصول سال ۲۰۱۴ در ژانر علمی تخیلی و فیلم اکشن به کارگردانی گبه ابیز با بازی آنتونیو باندراس می‌باشد.

## داستان
در سال ۲۰۴۴، طوفان خورشیدی ۹۹٫۷٪ از ساکنان زمین را از بین برده‌است و تنها ۲۱ میلیون نفر جان سالم بدر برده‌اند. شرکت ROC ربات‌های تحت عنوان «ماشین‌های مسافر ۷۰۰۰” برای بازتولید جهان طراحی وساخته است. این روبات‌ها دو پروتکل امنیتی دارند که نباید به انسان‌ها آسیب برسانند و نمی‌توانند خودشان یا دیگر ربات‌ها را تغییر دهند. مأمور پلیس شان والاس با بازی “دیلان مک درموت» به روباتی شلیک می‌کند و مدعی می‌شود که او داشته خودش را تغییر می‌داده‌است، مأمور بیمه ROC، جک واوکن با بازی «آنتونیو بندراس» مأمور می‌شود که این اتفاق مورد بررسی قرار دهد، او متوجه می‌شود که اصلاح غیرقانونی «کلاک اسمیت» روی روبات‌ها انجام شده‌است. جک از رییسش درخواست انتقال می‌کند اما او برایش شرط می‌گذارد که ابتدا باید این پرونده را حل کند…

## بازیگران
- آنتونیو باندراس در نقش ژاک واکان
- بریگیته هیورت سورنسن در نقش راشل ووکان
- ملانی گریفیث در نقش دکتر سوزان
- دیلان مک‌درموت
- رابرت فورستر
- تیم مک‌اینرنی
- اندی نایمن
- دیوید رایل
- اندرو تیرنان
- کریستا کمبل
- بشار رهال
- خاویر باردم در نقش ربات آبی
- کریستینا تام

## تولید
باندراس پس از خواندن فیلمنامه، علاقه اولیه‌ای به فیلم ابراز داشت. این فیلم در صوفیه، بلغارستان فیلمبرداری شده‌است.